# Sandra Ost
Sandra Ost (* 1973 in Trier) ist eine deutsche Autorin.

## Leben
Nach dem Abitur am Auguste-Viktoria-Gymnasium Trier studierte Ost Volkswirtschaftslehre an der Universität Trier und schloss 2001 mit dem Diplom ab. Infolge schlechter Stellenaussichten studierte sie ab 2003 im Zweitstudium Geschichte und Kunstgeschichte, für die sie sich schon früher interessierte.
Sandra Ost ist als freie Autorin tätig. Des Weiteren organisiert sie Ausstellungen, Vernissagen und Buchpräsentationen fremder Autoren und Künstler.

## Publikationen
- Spaziergänge über den Trierer Hauptfriedhof. Kliomedia, Trier 2004, ISBN 978-3-89890-071-3.
- Burg Ramstein im Kylltal. Stephan Moll, Trier 2006, ISBN 978-3-9811323-0-4.
- Friedhof St. Matthias. Stephan Moll, Trier 2007, ISBN 978-3-9811323-6-6.
- (Mit Wolfgang Schmid): Der Trierer Domstein – Geschichte und Geschichten. Michael Weyand, Trier 2007, ISBN 978-3-935281-53-9.

Sandra Ost verfasste ferner zahlreiche Artikel im Biographisch-Bibliographischen Kirchenlexikon (BBKL).